# Clorosi

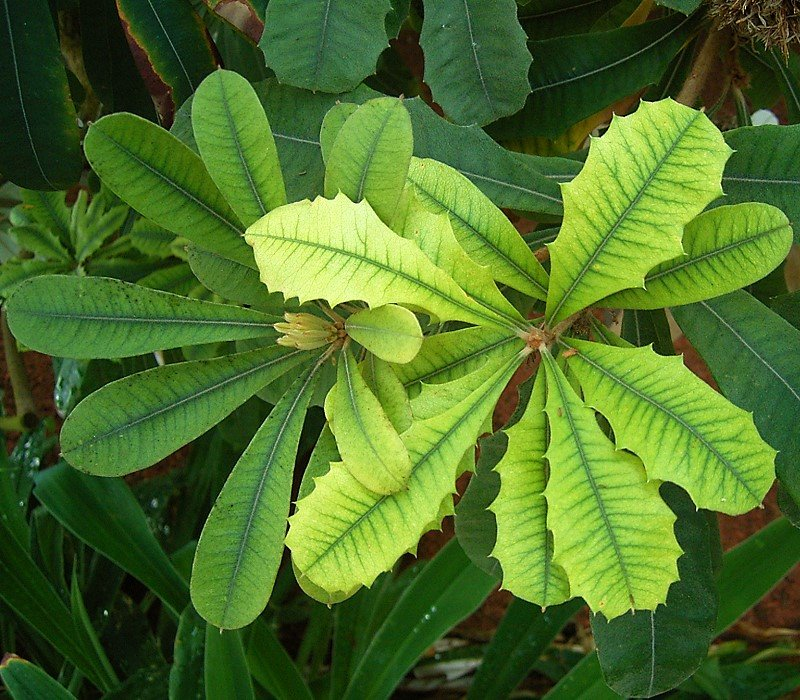
Foglie affette da clorosi ferrica.

La clorosi è un sintomo di eziologia generica che colpisce le foglie delle piante a causa della mancata o insufficiente formazione della clorofilla o di una sua degradazione.

## Manifestazioni macroscopiche
Ingiallimento di organi verdi della pianta. Gli effetti sono evidenti soprattutto sulle foglie, che si presentano di dimensione ridotta e soggette a caduta anticipata. Le varie specie vegetali presentano una diversa resistenza alla clorosi, che si manifesta soprattutto nelle specie arboree. Sono più sensibili il pesco e la vite, più resistenti sono l'olivo e gli agrumi.

## Cause
La causa può essere una malattia di natura infettiva oppure non infettiva (fisiopatia), come una carenza nutrizionale o un eccesso di ristagno idrico.

### Fisiopatie

#### Nutrienti
- eccesso di fosforo
- eccesso di calcio
- difetto di azoto
- carenza di magnesio
- carenza di zinco
- carenza o insolubilizzazione del ferro, indicata come clorosi ferrica o clorosi da calcare

#### Terreni calcarei
Terreni contenenti calcare in misura superiore al 25 % sono classificati come terreni calcarei. Una dotazione eccessiva di calcare provoca più facilmente clorosi ferrica in quanto innalza il pH e rende perciò il ferro in forma non solubile. L'insufficiente apporto di questo microelemento non permette un'adeguata produzione di clorofilla. La microfertirrigazione di concimi chelati si è recentemente dimostrata efficace nella correzione di clorosi ferrica.

#### Ozono
Concentrazioni ripetute di ozono nella bassa troposfera oltre un valore di soglia innescano processi di necrosi fogliare o in casi meno gravi la clorosi. La molecola agisce indirettamente sulla clorofilla perché distrugge i cloroplasti.

### Patologie
Per degradazione enzimatica della clorofilla operata da alcuni funghi del genere Armillaria.